# Route départementale 704 (Haute-Vienne)
Pour les articles homonymes, voir Route 704.
La route départementale RD 704 abrégée en D704 est une route départementale de la Haute-Vienne, qui relie Limoges à la limite de la Dordogne. Il s'agit de l'ancienne RN 704.
Elle traverse le sud de la Haute-Vienne de nord en sud.
Elle continue sous le même nom jusqu'à N 20 dans le Lot

## Communes traversées
- Limoges
- Le Vigen
- Saint-Maurice-les-Brousses
- Saint-Yrieix-la-Perche